# Gleim Building
El Gleim Building fue un burdel construido en 1893 para Mary Gleim, una famosa madame que poseía al menos ocho "pensiones femeninas". Este edificio es un ejemplo de adaptación vernácula de la arquitectura románica.
Fue incluido en el Registro Nacional de Lugares Históricos en 1990.

## Historia
Los burdeles estaban presentes a lo largo de West Front Street, pero su número aumentó considerablemente tras la llegada del Ferrocarril del Pacífico Norte y sus equipos de construcción en la década de 1880. El edificio se construyó para la madame más importante de Missoula, Mary Gleim, en 1893 y refleja el impacto que el ferrocarril tuvo en Missoula en los primeros años de su historia. Gleim dirigió su imperio de burdeles desde este edificio.
Gleim dejó de regentar el burdel en 1903, pero conservó la propiedad. El uso del edificio como burdel terminó en 1916, cuando el ayuntamiento cedió a la presión pública y cerró el barrio rojo. Durante varias décadas, los siguientes propietarios explotaron un taller de reparación de automóviles y un salón de billar. El edificio se convirtió en un cine para adultos en la década de 1970. En la década de 1980, el edificio se había deteriorado considerablemente y fue adquirido por el arquitecto James Hoffman, que lo restauró.
El edificio tiene una placa en la pared en homenaje a Mary Gleim.

## Arquitectura
El edificio se construyó en ladrillo como medida de precaución contra el fuego, tras el incendio que devastó la zona en 1872. Construido según la adaptación vernácula de la arquitectura románica que popularizó el arquitecto de Boston Henry Hobson Richardson en la década de 1870, el edificio presenta ménsulas de ladrillo, ventanas arqueadas, bandas de damero y alféizares de granito rústico. La fachada y los lados este y oeste del edificio han recuperado su aspecto original.

## Gleim Building II
Mary Gleim también mandó reconstruir en ladrillo otro de sus edificios en el 255-257 de West Front Street, en algún momento entre 1893 y 1902. El edificio de ladrillo rojo fue restaurado en 1995 por David Paoli e incluido en el Registro Nacional de Lugares Históricos ese mismo año.

## Mary Gleim
Mary Gleim llegó a Missoula en 1888 con su marido y enseguida vio el potencial de la prostitución con el gran número de trabajadores del ferrocarril que había en la ciudad.Instaló burdeles uno tras otro en West Front Street y los gobernó con puño de hierro, convirtiéndose en la "Reina de las Malas Tierras de Missoula".
Conocida comúnmente como Mother Gleim", fue uno de los personajes de Missoula y llegó a poseer un número considerable de propiedades en Missoula y otros lugares. Con un peso de 150 kilos, Gleim, además de regentar burdeles, tenía fama de ser contrabandista de diamantes, opio y trabajadores chinos del ferrocarril. Fue detenida por el intento de asesinato de su rival Bobby Burns haciendo volar su casa con dinamita el 12 de febrero de 1894. Fue recluida en la cárcel del condado a la espera de juicio. 
Los funcionarios le permitieron salir de la cárcel para cobrar los alquileres de sus propiedades en los barrios rojos. Mientras estaba fuera, agredió a una madame rival, pero no se presentaron cargos contra ella. El futuro gobernador de Montana, Joseph M. Dixon, fue el fiscal en su juicio, en el que fue declarada culpable y condenada a 14 años de prisión en mayo de 1894. Durante su encarcelamiento en Deer Lodge, Gleim fue agredida por otra reclusa, pero nunca se recuperó totalmente de las puñaladas que le asestó. Su condena fue anulada tras cumplir poco más de un año en prisión.
Gleim murió en 1914, dejando un patrimonio de 148 000 dólares de la época. Dejó instrucciones explícitas para su entierro en el cementerio de la ciudad. Mientras otras lápidas miraban al este y al oeste, la de Gleim miraba al ferrocarril para poder despedirse de los ferroviarios que eran sus clientes.